# Ryan Tannehill
Ryan Timothy Tannehill III (Lubbock, 27 luglio 1988) è un giocatore di football americano statunitense che milita nel ruolo di quarterback per i Tennessee Titans della National Football League. Fu scelto come ottavo assoluto del Draft NFL 2012. Al college ha giocato a football per i Texas A&M Aggies.

## Carriera universitaria

### Stagione 2007
Tannehill frequentò la Texas A&M University dopo aver declinato offerte dall'Università di Houston, dalla TCU, dall'Università di Tulsa e dall'UTEP. Trascorse la sua prima stagione come redshirt, poteva coè allenarsi con la squadra ma non scendere in campo.

### Stagione 2008
Prima della seconda stagione di Tannehill, Mike Sherman fu ingaggiato come capo-allenatore. Durante il ritiro estivo, Tannehill dovette competere contro il quarterback veterano Stephen McGee e il sophomore redshirt Jerrod Johnson per il ruolo di quarterback titolare. Finì terzo dopo Johnson e McGee nella competizione, il che porto Sherman a convertirlo a wide receiver.
Nella sua quinta partita registrò 12 ricezioni per 210 yard segnando nuovi record scolastici per un freshman. Nella partita contro gli Iowa State Cyclones Tannehill registrò 6 ricezioni per 78 yard, segnando un nuovo record scolastico di ricezioni e yard ricevute per un freshman. Tannehill concluse la sua stagione da redshirt freshman con 844 yard ricevute, 11 in meno rispetto al record segnato da Robert Ferguson nel 2000. In tutta la stagione tento solo un passaggio come quarterback.
Tannehill dichiarò di voler ancora diventare quarterback titolare alla Texas A&M: "Mi considero ancora un quarterback, voglio ancora essere un quarterback qui alla A&M. Spero che sarà così. Ma se non dovesse andare in questa maniera, e il coach pensa che sono più utile come wide receiver, allora credo che mi andrà bene."

### Stagione 2009
Nel 2009, durante la pre-stagione, Tannehill e Jerrod Johnson dovettero competere per il ruolo di quarterback titolare; Johnson alla fine ebbe la meglio. Tannehill terminò la stagione con 46 ricezioni (primo nella squadra) per 609 yard e 4 touchdown. Circa l'80% delle sue 46 ricezioni valsero dei primi down conquistati o touchdown segnati.

### Stagione 2010
Tannehill continuò a giocare come wide receiver per le prime sei partite della stagione 2010. In quelle sei partite registrò 11 ricezioni per 143 yard. Tentò 4 passaggi nella prima partita della stagione.

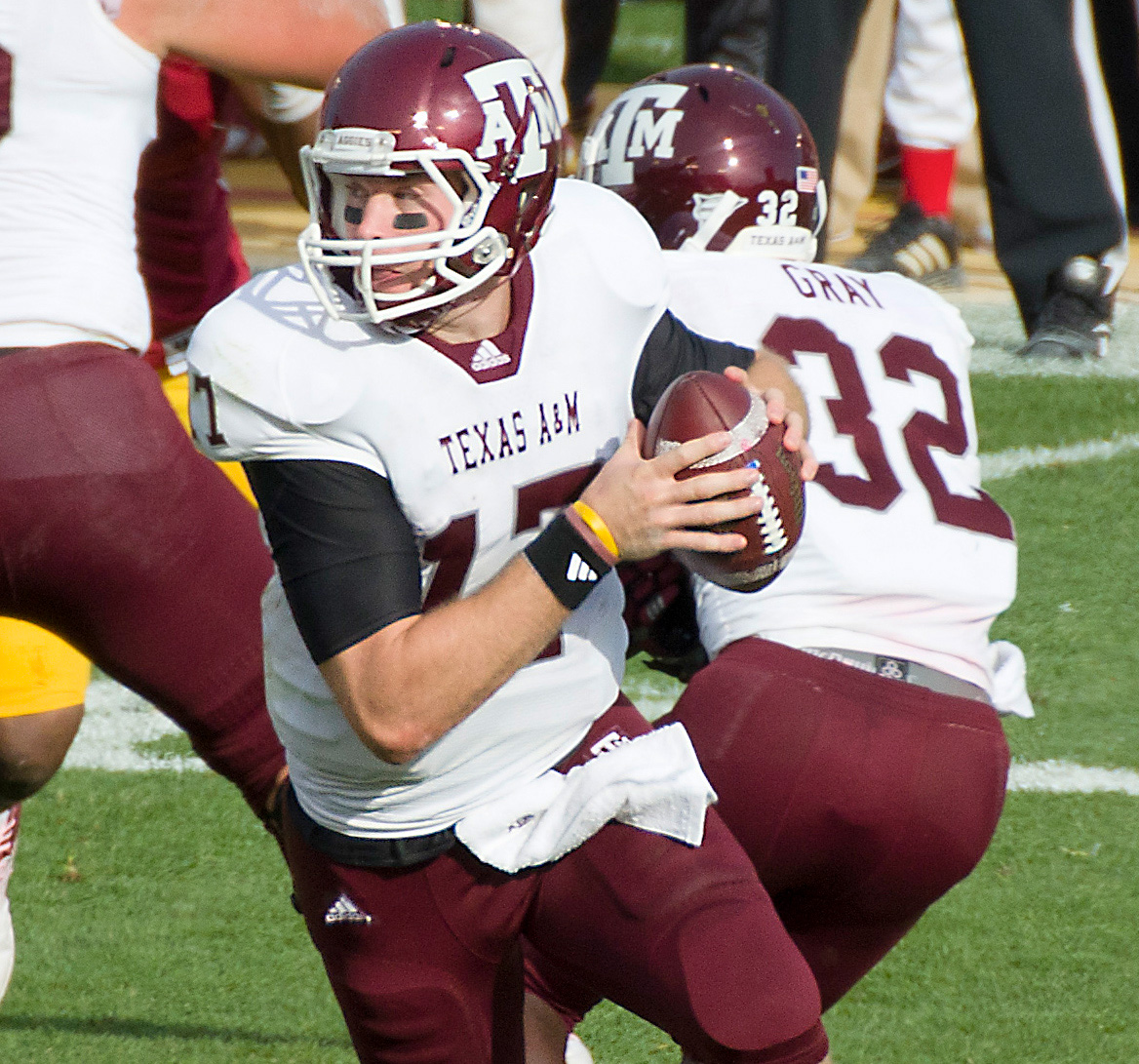
Tannehill contro Iowa State nel 2011

Nella partita contro i Kansas Jayhawks, giocò come quarterback dividendo il ruolo con il titolare Jerrod Johnson. Tannehill finì la partita con 12 passaggi completati su 16 tentati per 155 yard e 3 touchdown. Nella sua prima partita da quarterback titolare in carriera, Tannehill guidò gli Aggies alla vittoria per 45–27 contro i Texas Tech Red Raiders. Stabilì un record scolastico con 449 yard passate. Inoltre calciò un pooch punt da 33 yard, il suo primo calcio in carriera.
Tannehill guidò gli Aggies alla vittoria contro gli Oklahoma Sooners undicesimi in classifica, che fece entrare gli Aggies nei migliori 25. Egli aiutò gli Aggies a restare nei migliori 25 con le vittorie contro i Baylor Bears e i noni in classifica Nebraska Cornhuskers. Durante l'incontro con Nebraska, Tannehill dovette calciare due punt dal momento che il punter titolare era infortunato. Gli Aggies finirono la stagione con una vittoria sui Texas Longhorns.

### Stagione 2011
Nel 2011, Tannehill giocò tutte le 13 partite da titolare e da capitano. Passò per 3.744 yard e 29 touchdown e subì 15 intercetti. Completo il 61,6% dei passaggi con un quarterback rating di 133,2. Inoltre segnò 3 touchdown su corsa. Tannehill perse l'ultima partita della stagione regolare contro l'Università del Texas nel Giorno del Ringraziamento. Tannehill concluse la sua carriera universitaria come quarterback alla Texas A&M con 5.450 yard passate, 42 touchdown passati e 21 intercetti subiti.

#### Statistiche
| Stagione | Partite | Partite | Passaggi | Passaggi | Passaggi | Passaggi | Passaggi | Passaggi | Passaggi |     | Corse | Corse | Corse | Corse |      | Ricezioni | Ricezioni | Ricezioni | Ricezioni |  |
| Stagione | P       | PT      | Comp     | Ten      | Yard     | %        | TD       | Int      | Rating   | Ten | Yard  | Media | TD    | Ric   | Yard | Media     | TD        |           |           |  |
| -------- | ------- | ------- | -------- | -------- | -------- | -------- | -------- | -------- | -------- | --- | ----- | ----- | ----- | ----- | ---- | --------- | --------- | --------- | --------- |  |
| 2008     | 1       | 0       | 1        | 1        | 8        | 100,0    | 0        | 0        | 167,5    | 2   | -8    | -4,0  | 0     | 55    | 844  | 15,3      | 5         |           |           |  |
| 2009     | 2       | 0       | 4        | 8        | 60       | 50,0     | 0        | 0        | 113,0    | 4   | -5    | -1,3  | 0     | 46    | 609  | 13,2      | 4         |           |           |  |
| 2010     | 8       | 7       | 152      | 234      | 1.638    | 65,0     | 13       | 6        | 137,0    | 51  | 76    | 1,5   | 1     | 11    | 143  | 13,0      | 1         |           |           |  |
| 2011     | 13      | 13      | 327      | 531      | 3.774    | 61,6     | 29       | 15       | 133,2    | 58  | 306   | 5,3   | 4     | 0     | 0    | 0         | 0         |           |           |  |
| Totale   | 24      | 20      | 484      | 774      | 5.450    | 62,53    | 42       | 21       | 134      |     | 115   | 369   | 3,21  | 5     |      | 112       | 1.596     | 13,8      | 10        |  |

## Carriera professionistica

### Miami Dolphins
Tannehill corse le 40 yard in 4,62 secondi alla NFL Combine. Nel draft 2012, Ryan era considerato il quarterback numero 3 della classe 2012, dietro Andrew Luck e Robert Griffin III. Il 26 aprile 2012, giorno del draft, Tannehill fu chiamato come ottava scelta assoluta dai Miami Dolphins.

#### Stagione 2012
Tannehill ai Dolphins entrò in competizione con Matt Moore per il posto di quarterback titolare. Il 21 maggio 2012, il proprietario della franchigia Stephen Ross annunciò che Moore sarebbe stato il titolare nella prima gara della nuova stagione. Il 28 luglio 2012, Ryan firmò con la franchigia un contratto quadriennale del valore di 12,688 milioni di dollari con l'opzione per il 5º anno. Malgrado quanto annunciato in precedenza, il 20 agosto dopo le prime due gare di pre-stagione, l'allenatore Joe Philbin affermò che Ryan sarebbe stato il titolare dei Dolphins per la stagione 2012, rendendolo il diciassettesimo quarterback a partire titolare a Miami dopo il ritiro di Dan Marino.

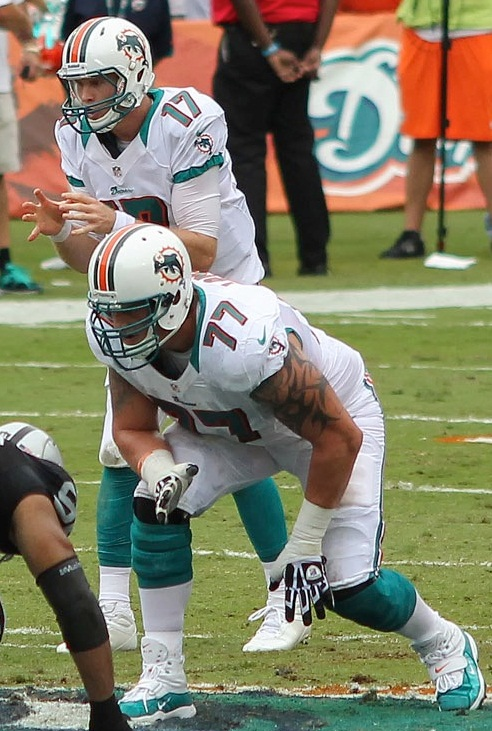
Tannehill e Jake Long.

Il 9 settembre, Tannehill debuttò contro gli Houston Texans completando 20 passaggi su 36 tentativi per 236 yard e subendo tre intercetti nella sconfitta casalinga per 30-10. Nel turno successivo i Dolphins ottennero la prima vittoria stagionale contro gli Oakland Raiders: Ryan giocò bene passando 200 yard, lanciando il suo primo touchdown a Anthony Fasano e segnandone un altro su corsa.
Nella settimana 4 i Dolphins persero ai supplementari contro gli imbattuti Arizona Cardinals: Tannehill sfoderò una prestazione notevole passando 431 yard e un touchdown ma subendo due intercetti nel finale di partita che pregiudicarono la vittoria a Miami.
Dopo due sconfitte dell'ultimo minuto, i Dolphins nella quinta settimana vinsero la seconda gara della stagione contro i Cincinnati Bengals. Tannehill passò per 223 yard. Nella settimana 8, il quarterback si infortunò nelle prime azioni di gioco, venendo sostituito da Matt Moore che guidò la squadra alla vittoria sui Jets.
I Dolphins tornarono alla vittoria nella settimana 12 contro i Seattle Seahawks dell'altro quarterback rookie Russell Wilson. Ryan completò 18 passaggi su 26 tentativi per 253 yard con un touchdown e un intercetto. Nel corso della gara, Tannehill superò una leggenda come Dan Marino per il record di franchigia di yard passate da un rookie. Nella settimana 15 terminò la gara vinta contro i Jacksonville Jaguars col miglior passer rating stagionale, 123,2, completando 22 passaggi su 28 tentativi per 228 yard e due touchdown, portando la squadra alla sesta vittoria La sua stagione da rookie si concluse con 3.294 yard passate, 12 touchdown e 13 intercetti, coi Dolphins che terminarono con un record di 7 vittorie e 9 sconfitte.

#### Stagione 2013
Nella prima gara della sua seconda stagione, Tannehill guidò la sua squadra alla vittoria sui Cleveland Browns passando 272 yard e un touchdown. Anche nella settimana successiva guidò i Dolphins alla vittoria in casa dei Colts passando 319 yard e un touchdown. Con la vittoria sugli Atlanta Falcons nella settimana 3, i Dolphins partirono per la prima volta con un record di 3-0 dalla stagione 2002. Tannehill guidò il drive della vittoria per 13 giocate e 75 yard, culminato nel passaggio da touchdown per il rookie Dion Sims a 38 secondi dal termine della gara, conclusasi con 236 yard passate, 2 TD e un intercetto. La prima sconfitta giunse nel Monday Night Football della settimana 4 contro i New Orleans Saints in cui Tannehill non giocò ai livelli dei turni precedenti, passando un touchdown a fronte di tre intercetti subiti. La seconda sconfitta consecutiva giunse contro i Baltimore Ravens malgrado 307 yard e un TD passato dal quarterback. Nella settimana 7 contro i Bills la squadra perse la terza gara consecutiva con il quarterback che giocò una gara sotto la media passando 197 yard e 3 touchdown e subendo 2 intercetti. La settimana seguente la squadra sprecò un vantaggio di 14 punti contro i Patriots perdendo la quarta sfida consecutiva. Tannehill terminò con 192 yard, 2 TD e 2 intercetti subiti.
La serie negativa dei Dolphins si concluse nella settimana 9 contro i Cincinnati Bengals vincendo nei supplementari grazie a una safety di Cameron Wake. Tannehill concluse la gara con 208 yard passate e un touchdown segnato su corsa. Nel Monday Night Football successivo passò 229 yard e 2 touchdown per Rishard Matthews (con un intercetto subito) ma a causa di un pessimo gioco sulle corse della sua squadra che guadagnò 2 misere yard in tutto l'incontro, i Dolphins tornarono ad essere sconfitti. La domenica seguente i Dolphins riuscirono a superare i Chargers grazie a un'ottima prova della difesa, mentre Ryan terminò la gara con 268 yard passate, 1 TD e un intercetto subito. Nella settimana 12 Miami concluse in vantaggio per 16-6 il primo tempo contro una squadra in un grande momento di forma come i Panthers ma nel resto della partita non riuscì più a segnare, venendo sconfitta all'ultimo minuto. Tannehill concluse con 310 yard passate, un touchdown per Mike Wallace e un intercetto subito.
Nella settimana 13, Tannehill tenne vive le speranze di playoff dei Dolphins giocando una grande gara nella netta vittoria contro i Jets in cui passò 331 yard e 2 touchdown, con un intercetto. La domenica successiva, contro gli Steelers in un Heinz Field innevato, Miami vinse ancora col quarterback che passò 200 yard, tre touchdown e un intercetto, salendo a un record di 7-6. La terza vittoria consecutiva giunse in casa coi Patriots. Tannehill giocò ancora bene passando 312 yard e 3 touchdown.

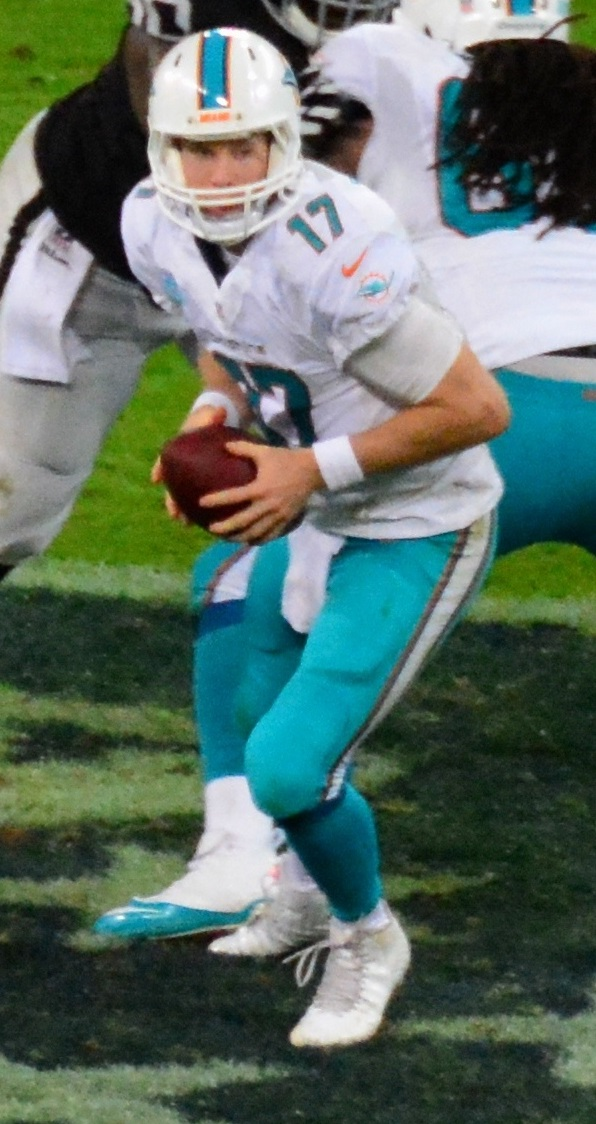
Tannehill nel 2014 a Londra contro i Raiders.

Il periodo positivo di Miami si interruppe bruscamente nella settimana 16 perdendo per 19-0 contro i Buffalo Bills in cui Tannehill passò solamente 82 yard, limitato anche da una linea offensiva che offrì scarsa protezione nei suoi confronti. La domenica successiva, complice la sconfitta dei Baltimore Ravens contro i Cincinnati Bengals, ai Dolphins sarebbe bastata una vittoria casalinga contro i Jets per raggiungere l'ultimo posto disponibile nei playoff ma la squadra perse per 20-7 e il quarterback subì tre intercetti. La sua stagione terminò con 3.913 yard passate, 24 touchdown e 17 intercetti, oltre a un touchdown segnato su corsa.

#### Stagione 2014
La stagione di Tannehill e dei Dolphins partì battendo a sorpresa i Patriots in casa col quarterback che passò 178 yard e 2 touchdown. Dopo due brutte sconfitte contro Bills e Chiefs, l'allenatore Joe Philbin rifiutò di confermarlo come titolare prima della gara della settimana 4 contro i Raiders a Londra. Sceso in campo comunque come partente, Ryan rispose guidando i suoi alla seconda vittoria passando 278 yard e 2 touchdown nel netto 38-14 sui californiani. Dopo la settimana di pausa e una sconfitta coi Packers, il quarterback contro i Bears giocò una delle migliori gare della stagione completando 25 passaggi su 32 (inclusi tutti i primi 14) per 277 yard e 2 touchdown nella vittoria. Dopo la settimana di pausa e una sconfitta coi Packers, Miami infilò una striscia di tre vittorie consecutive, incluso un 37-0 contro i Chargers in cui il quarterback stabilì i nuovi primati personali per yard passate (288), touchdown (3) e passer rating (125,6), senza subire alcun intercetto.

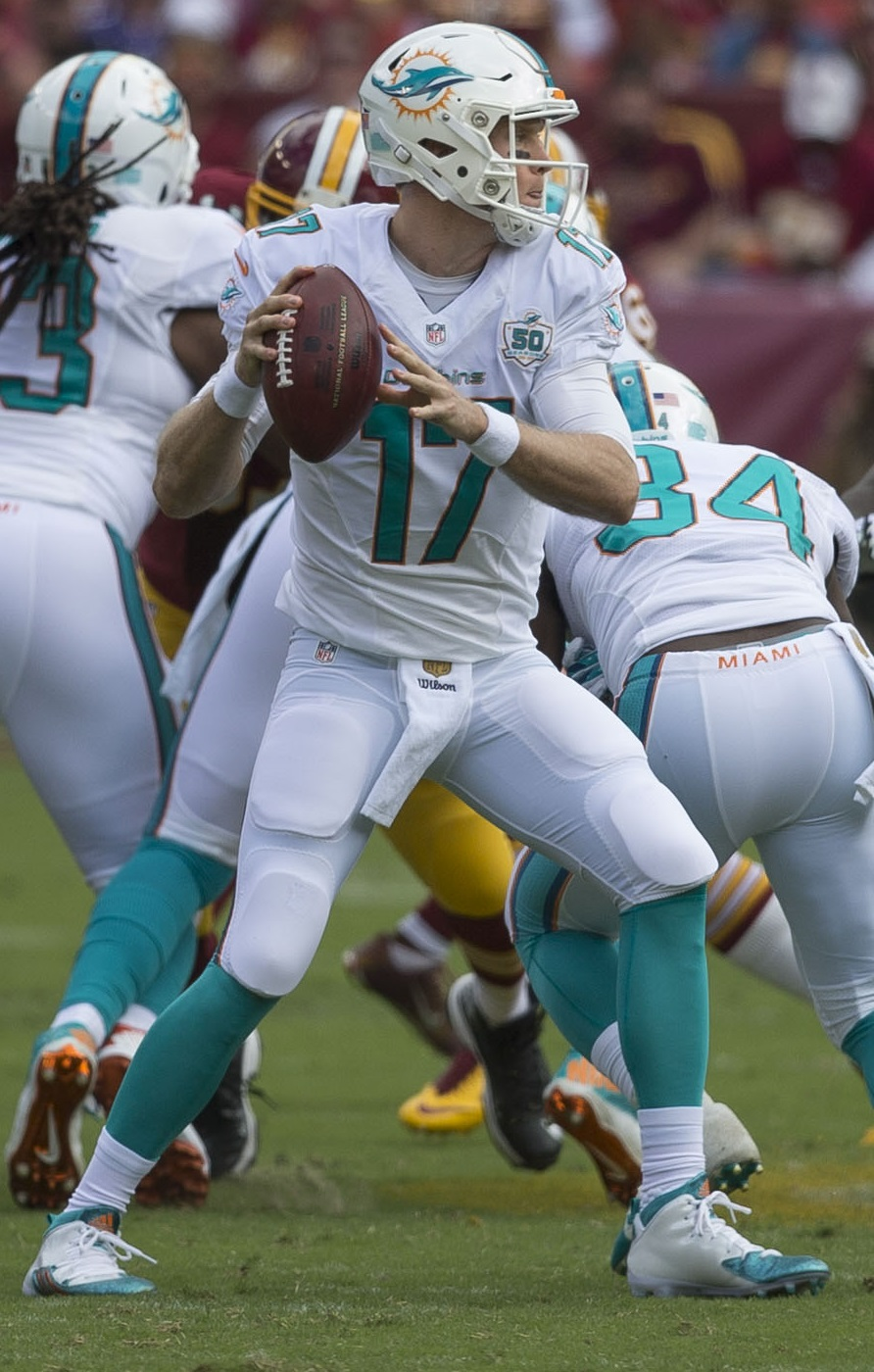
Tannehill nella prima gara del 2015

Dopo una sconfitta coi Lions nel decimo turno, la vittoria tornò quattro giorni dopo nella gara del giovedì contro i Bills rivali di division in cui Tannehill passò 240 yard e 2 touchdown. Nel turno successivo, Miami mise in seria difficoltà i Denver Broncos con 228 yard e 3 touchdown passati dal quarterback (un intercetto subito), ma alla fine dovettero arrendersi agli avversari per 39-36. Nella penultima giornata del calendario, Tannehill passò un massimo stagionale di 396 yard con 4 touchdown e un intercetto nella vittoria sul filo di lana sui Vikings. La sua annata si chiuse diventando il secondo quarterback della storia del club a superare le quattromila yard passate in una stagione (4.045) con 27 touchdown e 12 intercetti per un passer rating di 92,8. Tutti questi furono i nuovi migliori risultati in carriera ma Miami terminò come l'anno precedente fuori dai playoff con un record di 8-8.

#### Stagione 2015
Il 18 maggio 2015, Tannehill firmò un rinnovo contrattuale coi Dolphins fino al 2020. La stagione partì però con tre sconfitte nelle prime quattro gare che portarono al licenziamento dell'allenatore Philbin, che fu sostituito ad interim dall'ex allenatore dei tight end Dan Campbell prima del turno di pausa. Tornati in campo nel sesto turno, i Dolphins vinsero la loro seconda gara con un netto 38-10 in casa dei Titans in cui Tannehill passò 266 yard e 2 touchdown. In quella gara completò tutti gli ultimi sette passaggi che, sommati a primi 18 che completò consecutivamente nel turno successivo vinto contro i Texans, lo portarono a un record NFL di 25, superando il precedente primato di Donovan McNabb di 24. Il quarterback concluse la partita contro Houston 18 passaggi completati su 19 (sbagliò solo l'ultimo tentativo a gara ampiamente decisa) e 4 touchdown, per un passer rating perfetto di 158,3. Per questa prova fu premiato come miglior giocatore offensivo della AFC della settimana e come quarterback della settimana.
Dopo due sconfitte consecutive, i Dolphins rimontarono uno svantaggio di 16-3 a inizio gara, andando a vincere per 20-19 in casa degli Eagles. Tannehill concluse quella prova con 217 yard passate e 2 TD. Seguirono altre due sconfitte, prima di battere i Ravens dove Tannehill passò un minimo stagionale di 86 yard. Nell'ultimo ininfluente turno passò 350 yard e 2 touchdown nella vittoria sui Patriots, venendo premiato per la seconda volta come quarterback della settimana. La sua annata si chiuse con 4.208 yard passate, 24 touchdown e 12 intercetti mentre Miami con un record di 6-10 terminò all'ultimo posto della division.

#### Stagione 2016
Nel 2016, dopo avere vinto una sola delle prime cinque gare, i Dolphins ne vinsero sei consecutive, chiudendo con un record di 10-6. Tannehill disputò 13 partite, perdendone tre per infortunio. Con la vittoria nella settimana 15 sui Jets, Miami si aggiudicò la prima qualificazione ai playoff dal 2008. Tannehill concluse l'annata con un nuovo primato personale col 67,1% di passaggi completati, con 2.995 yard passate, 19 touchdown e 12 intercetti subiti. Tannehill infortunato non riuscì tuttavia a disputare la prima gara di prima gara di playoff in carriera, dove i Dolphins furono battuti da Pittsburgh per 30-12.

#### Stagione 2017
Il 3 agosto 2017, Tannehill in allenamento si ruppe il legamento crociato anteriore e il legamento mediale collaterale, venendo costretto a perdere l'intera stagione 2017

#### Stagione 2018
Il 1º marzo 2018, il capo-allenatore Adam Gase annunciò che Tannehill sarebbe rimasto il quarterback titolare per i Dolphins. Nel primo turno contro i Tennessee Titans, passò per 230 yard e 2 touchdown, e subì 2 intercetti. I Dolphins vinsero 27–20. Nel terzo turno fece registrare un passer rating di 155,3, con 289 yard passate e 3 touchdown nella vittoria per 28–20 sugli Oakland Raiders. Tannehill non giocò nel sesto turno contro i Chicago Bears a causa di un infortunio alla spalla e venne sostituito da Brock Osweiler. Complessivamente saltò 5 partite in stagione, chiudendo con 17 TD e 9 intercetti, mentre Miami non si qualificò per i playoff.

### Tennessee Titans

#### Stagione 2019

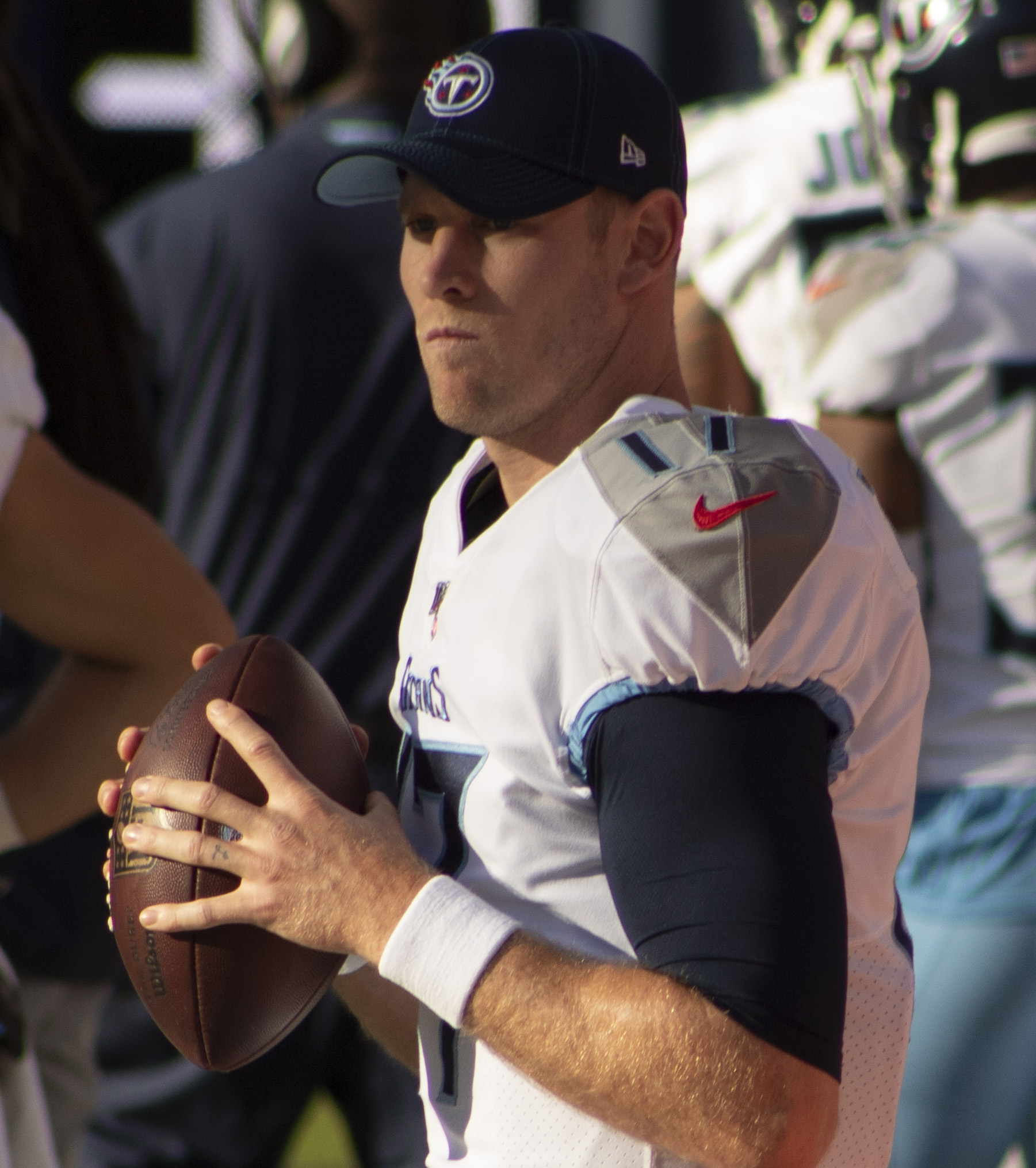
Tannehill nel 2019

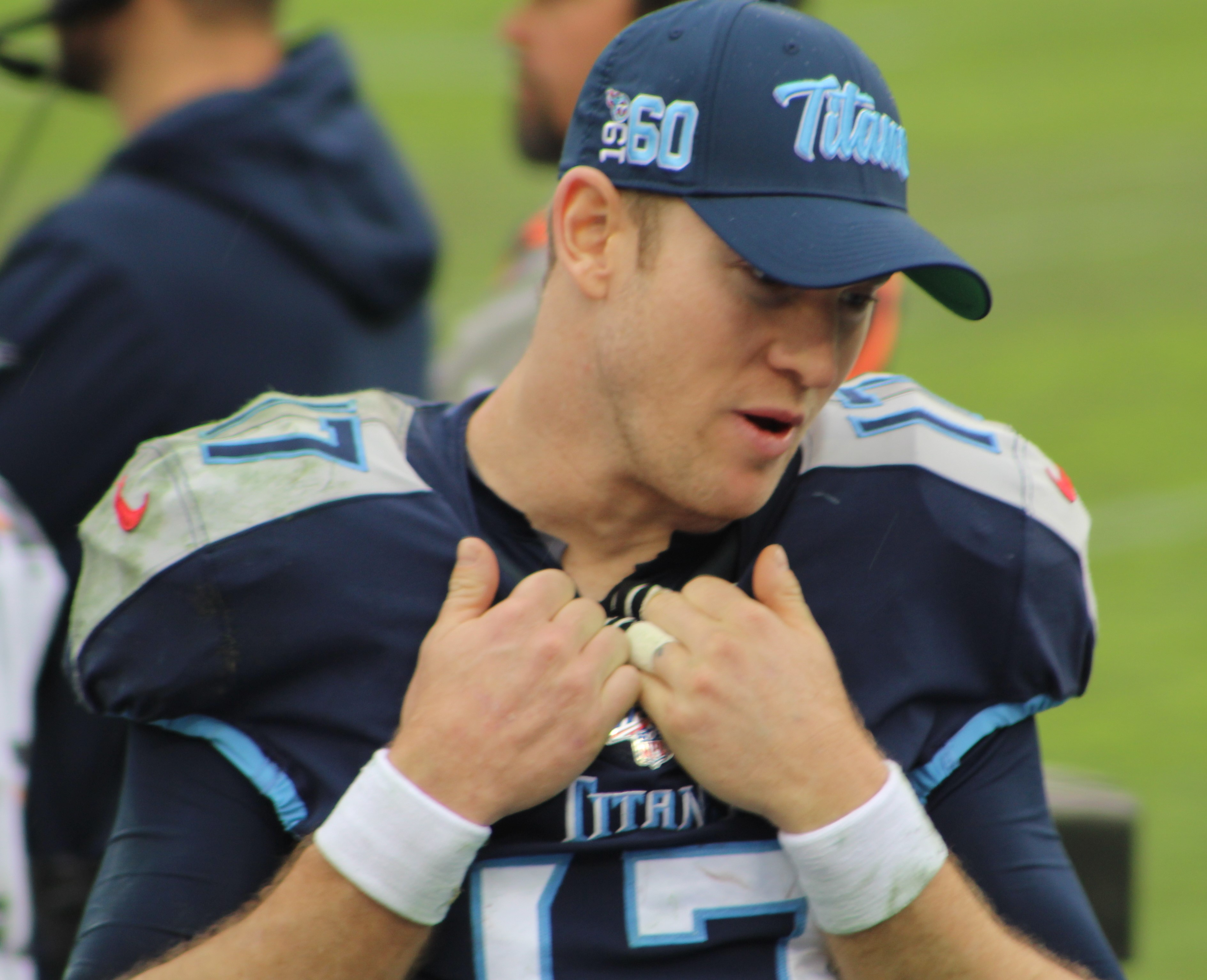
Tannehill con i Titans il 22 dicembre 2019

Il 15 marzo 2019 Tannehill e una scelta del sesto giro del Draft furono scambiati con i Tennessee Titans per una scelta del quarto giro del Draft 2020. Giocò la prima partita subentrando all'inefficace Marcus Mariota nel sesto turno contro i Denver Broncos, non portando i suoi però a segnare alcun punto. A partire dalla settimana successiva fu tuttavia nominato titolare portando la squadra alla vittoria nel settimo turno contro i Chargers, in cui passò 312 yard e 2 touchdown. Nel dodicesimo turno continuò il rilancio della sua carriera passando due touchdown e segnandone altri due su corsa nella vittoria sui Jaguars. Due settimane dopo passò 391 yard e 3 touchdown nella vittoria sugli Oakland Raiders per 42-21, venendo premiato come giocatore offensivo della AFC della settimana e come quarterback della settimana. Nell'ultimo turno passò 198 yard e 2 touchdown portando la squadra alla vittoria contro Houston e centrando l'ultimo posto disponibile per i playoff. La sua stagione regolare si chiuse con 2.742 yard passate, 22 touchdown, 6 intercetti, guidando la NFL con 117,5 di passer rating e venendo convocato per il suo primo Pro Bowl al posto di Patrick Mahomes impegnato nel Super Bowl LIV.
Nel primo turno di playoff i Titans impostarono la partita sulle corse di Derrick Henry così Tannehill terminò con 72 sole yard passate, un touchdown e un intercetto subito. Tennessee vinse per 20-13 eliminando i New England Patriots campioni in carica. La settimana successiva si ripeté lo stesso copione, con Tannehill che passò meno di 100 yard e due touchdown nella vittoria sui Ravens, la squadra che aveva terminato con il miglior record della lega. La corsa dei Titans si chiuse la settimana successiva nella finale della AFC contro i Kansas City Chiefs perdendo per 35-24, con il quarterback che passò 209 yard e 2 touchdown. A fine stagione fu premiato con l'NFL Comeback Player of the Year Award.

#### Stagione 2020
Il 15 marzo 2020, Tannehill firmò con i Titans un rinnovo quadriennale del valore di 118 milioni di dollari, inclusi 62 milioni garantiti. Nel secondo turno passò per la prima volta dal 2015 quattro touchdown nella vittoria sui Jaguars. Nella settimana 5 passò 195 yard e 3 touchdown, oltre a segnarne un quarto su corsa, nella vittoria sui precedentemente imbattuti Buffalo Bills per 42-16, venendo premiato come quarterback della settimana. La sua annata si chiuse guidando la NFL in drive vincenti (6) e rimonte (5), con 3.819 yard passate, un nuovo primato personale di 33 touchdown e 7 intercetti. I Titans vinsero la propria division per la prima volta dal 2008 ma furono eliminati nel primo turno di playoff dai Ravens.

#### Stagione 2021
Nell'ultimo turno della stagione 2021 Tannehill fu premiato come giocatore offensivo della AFC della settimana dopo avere passato 287 yard e 4 touchdown nella vittoria sui Texans che assicurò ai Titans il primo posto nel tabellone della AFC e il vantaggio del fattore campo in tutti i playoff. La stagione regolare di Tannehill si concluse con 3.734 yard passate, 21 touchdown e 14 intercetti, oltre a 270 yard corse con un record personale pareggiato di 7 marcature su corsa.
Tannehill guidò il club a vincere il titolo di division per due anni consecutivi per la prima volta nella sua storia. Nel divisional round dei playoff contro i Cincinnati Bengals passó 220 yard e un touchdown ma subì tre intercetti nella sconfitta per 16–19.

#### Stagione 2022
Nella sconfitta del primo turno per 21-20 contro i New York Giants, Tannehill giocó bene, passando 266 yard e 2 touchdown. La settimana successiva nella sconfitta per 7-41 contro i Buffalo Bills, dopo avere subito due intercetti, Tannehill fu messo in panchina per fare spazio al rookie Malik Willis nel terzo quarto. Nella settimana 7 subì un infortunio a una caviglia che gli fece saltare le successive due gare. Nella settimana 15 riaggravò tale infortunio che gli fece saltare la partita seguente prima di venire inserito in lista infortunati il 29 dicembre.

#### Stagione 2023
Nel 2023 Tannehill iniziò la stagione come quarterback titolare ma, dopo un infortunio, fu sostituito in quel ruolo dal rookie scelto nel secondo giro Will Levis. Quando questi si infortunò, Tannehill tornò il partente nella settimana 16 contro i Seattle Seahawks in cui passò 152 yard nella sconfitta per 20-17.

### Record NFL
- Maggior numero di passaggi completati consecutivamente: 25 (condiviso)

## Palmarès
- Convocazioni al Pro Bowl: 1

2019
- NFL Comeback Player of the Year Award: 1

2019
- Giocatore offensivo della AFC del mese: 1

dicembre 2019
- Giocatore offensivo della AFC della settimana: 3

7ª del 2015, 14ª del 2019, 18ª del 2021
- Quarterback della settimana: 4

7ª e 17ª del 2015, 14ª del 2019, 6ª del 2020

## Statistiche
| Anno   | Squadra | G  | PT | Passaggi | Passaggi | Passaggi | Passaggi | Passaggi | Passaggi | Passaggi | Passaggi | Corse | Corse | Corse | Corse | Sack | Sack  | Fumble | Fumble |
| Anno   | Squadra | G  | PT | Ten      | Comp     | %        | Yard     | Media    | TD       | Int      | Rat      | Ten   | Yard  | Media | TD    | Sack | YP    | Fum    | Persi  |
| ------ | ------- | -- | -- | -------- | -------- | -------- | -------- | -------- | -------- | -------- | -------- | ----- | ----- | ----- | ----- | ---- | ----- | ------ | ------ |
| 2012   | MIA     | 16 | 16 | 484      | 282      | 58,3     | 3294     | 6,8      | 12       | 13       | 76,1     | 49    | 211   | 4.3   | 2     | 35   | 234   | 9      | 4      |
| 2013   | MIA     | 16 | 16 | 588      | 355      | 60,4     | 3.913    | 6,7      | 24       | 17       | 81,7     | 40    | 238   | 6,0   | 1     | 58   | 399   | 9      | 5      |
| 2014   | MIA     | 16 | 16 | 590      | 392      | 66,4     | 4.045    | 6,9      | 27       | 12       | 92,8     | 56    | 311   | 5,6   | 1     | 46   | 337   | 9      | 2      |
| 2015   | MIA     | 16 | 16 | 586      | 363      | 61,9     | 4.208    | 7,2      | 24       | 12       | 89,2     | 32    | 141   | 4.4   | 1     | 45   | 420   | 10     | 3      |
| Totale | Totale  | 64 | 64 | 2.248    | 1.392    | 61,9     | 15.460   | 6,9      | 87       | 54       | 85,2     | 177   | 901   | 5,1   | 5     | 184  | 1.390 | 37     | 14     |